# Liste des anciens championnats de la WWE

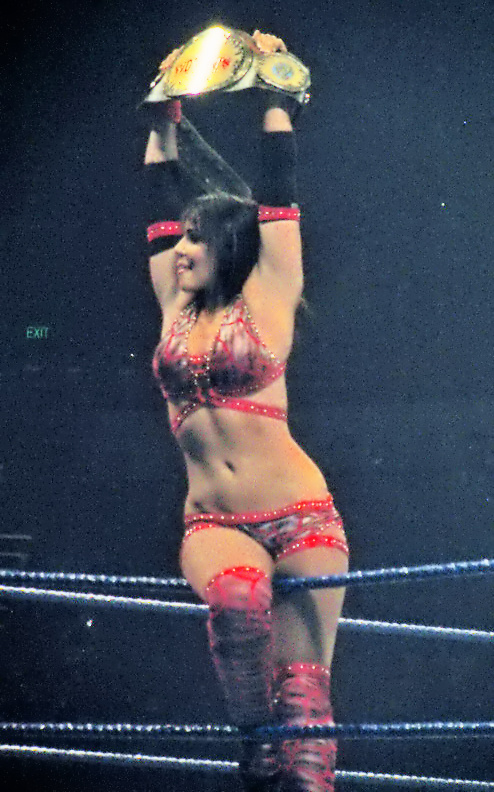
Layla, la dernière WWE Women's Champion, le plus vieux titre de l'histoire de la WWE (créé en 1956) et retiré en septembre 2010.

Dans la lutte professionnelle, les championnats sont en compétition dans des histoires scénarisées par les lutteurs sous contrat d'une promotion. La WWE basé à Stamford dans le Connecticut, est une société américaine de divertissement sportif principalement axé sur le catch, fondée en 1952 sous le nom de Capitol Wrestling Corporation (CWC). En 50 ans d'histoire, la compagnie a exploité plus de vingt championnats différents, comprenant des championnats de division, certains ayant des stipulations spéciales et d'autres par catégorie de poids. Parmi ces titres, dix-neuf ont été retirés pour être remplacés par de nouveau titres lors d'unification de championnats. Le premier championnat à avoir été retiré est le WWWF United States Tag Team Championship, créé en 1953 et retiré en 1967. Tandis que le plus récent est le World Heavyweight Championship (WWE) créé en 2002 et retiré en décembre 2013.

## Anciens championnats
: Acquisition de la WCW et de la ECW.
- Championnat universel de la WWE (2016-2024)
- Championnat par équipes féminin de la NXT (2021-2023)
- Championnat 24/7 de la WWE (2019-2022)
- Championnat du Royaume-Uni de la NXT (2017-2022)
- Championnat Féminin du Royaume-Uni de la NXT (2018-2022)
- Championnat du Royaume-Uni par équipes de la NXT (2019-2022)
- Championnat poids lourds-légers de la NXT (2016-2022)
- Championnat des Divas de la WWE (2008-2016)
- Championnat du Monde Poids Lourds de la WWE (2002-2013)
- Championnat féminin de la WWE (1956-2010)
- Championnat du Monde par équipes de la WWE (1971-2010)
- Championnat de la ECW (2006-2010)
- Championnat poids lourds-légers de la WWE (1991-2008)
- Championnat hardcore de la WWE (1998-2002)
- Championnat européen de la WWE (1997-2002)
- Championnat du Monde poids lourds de la WCW (2001) 8px
- Championnat du Monde par équipes de la WCW (2001) 8px
- Championnat poids mi-lourds de la WWF (1981-2001) − reconnu officiellement entre 1997 et 2001
- Championnat Million Dollar (1989-1992, 1995-1996, 5 avril 2010-15 novembre 2010) − non reconnu officiellement
- Championnat par équipes Intercontinental de la WWF (1991)
- Championnat par équipes féminin de la WWF (1983-1989)
- Championnat canadien de la WWF (1985-1986)
- Championnat poids-lourds International de la WWF (1959-1963, 1982-1985)
- Championnat poids lourds des juniors de la WWF (1967-1985)
- Championnat par équipes International de la WWF (1969-1985)
- Championnat des arts martiaux de la WWF (1978-1985)
- Championnat poids lourds de l'Amérique du Sud de la WWF (1979-1981)
- Championnat poids lourds de l'Amérique du Nord de la WWF (1979-1981)
- Championnat des États-Unis de la WWWF (1970-1975)
- Championnat par équipes des États-Unis de la WWWF (1963-1967)